# Helga Gödl
Helga Gödl, avstrijsko-nemška alpska smučarka, * 18. marec 1915, Kitzbühel, † 23. julij 2005, Innsbruck.
Nastopila je na svetovnih prvenstvih v letih 1938 in 1939. Leta 1938 je bila deseta v kombinaciji, enajsta v slalomu in dvanajsta v smuku, leta 1939 pa je dosegla največji uspeh kariere z bronasto medaljo v smuku.